# Vaccinium saxatile
Vaccinium saxatile är en ljungväxtart som beskrevs av Luteyn och Pedraza. Vaccinium saxatile ingår i Blåbärssläktet, och familjen ljungväxter. Inga underarter finns listade i Catalogue of Life.